# Estressol
Der Estressol ist ein kleiner Fluss im Südwesten von Frankreich, der überwiegend im Département Lot-et-Garonne der Region Nouvelle-Aquitaine südlich der Stadt Agen verläuft. Auf einer Strecke von gut einem Kilometer bildet er im Oberlauf auch die Grenze zum Département Gers in der Region Okzitanien.

## Geografie

### Verlauf
Der Estressol entspringt im südöstlichen Gemeindegebiet von Astaffort, entwässert generell Richtung Nordnordost durch die Landschaft des Brulhois und mündet nach rund 18 Kilometern im Gemeindegebiet von Sauveterre-Saint-Denis als linker Nebenfluss in die Garonne. Der Estressol quert in seinem Verlauf die Autobahn A62.

### Durchquerte Gemeinden
(Reihenfolge in Fließrichtung)
- Astaffort
- Gimbrède
- Cuq
- Fals
- Caudecoste
- Layrac
- Sauveterre-Saint-Denis